# Kuno I. von Rott

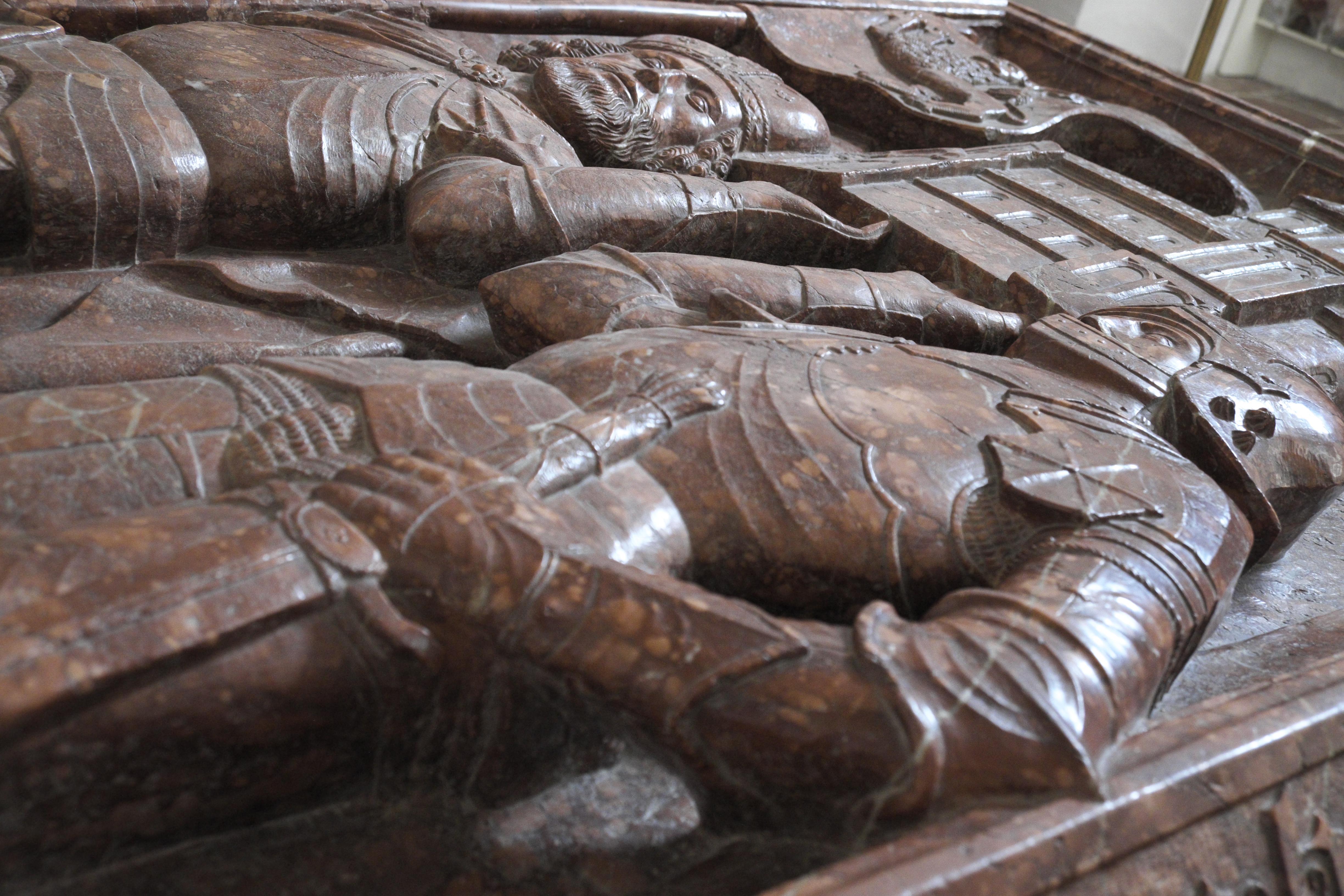
Hochgrab von Kuno I. und seinem Sohn Kuno II. in der ehemaligen Abteikirche St. Marinus und Anianus in Rott am Inn

Kuno I. von Rott (* um 1015; † 27. März spätestens 1086) aus dem Hause der Pilgrimiden war Pfalzgraf von Bayern (1055–1086), Graf von Vohburg (1040) und Graf an der unteren Isar (1079).
Kuno war gemeinsam mit seinem Sohn Kuno II. von Rott um 1080 Mitbegründer des Klosters Rott. Darüber hinaus stand er gemeinsam mit seinem Bruder Pilgrim zu dem Kloster Sonnenburg im Pustertal in Beziehung (1030/39).
Als 1055 der amtierende Pfalzgraf Aribo II. geächtet wurde und zahlreiche Güter verlor, darunter die Tegernseer und solche im steiermärkischen Raum, wurde Kuno als weitläufiger Verwandter des Aribonen – Aribo II. und Kuno hatten dieselbe Urgroßmutter, Wichburg von Bayern – von Kaiser Heinrich III. mit dem Pfalzgrafenamt betraut.
Nach dem Tod von Kuno I. um 1086 gelangte das Pfalzgrafenamt an Rapoto V. aus dem Hause der Diepoldinger-Rapotonen, da der bereits vor ihm verstorbene Sohn Kuno II. sein einziger männlicher Erbe war.

## Familie
Kuno war verheiratet mit einer Uta, von der vermutet wird, dass sie die Tochter des Grafen Friedrich II. († 1075) von Dießen-Andechs gewesen sein könnte. 
Kinder:
- Kuno II. († 1071)[4] oder († 1081 in einer Schlacht bei Höchstädt an der Donau im Dienste König Heinrichs IV.),[5] ⚭ Elisabeth von Lothringen († 1086) (⚭ II. Pfalzgraf Rapoto V. († 1099))
- Irmgard/Ermingard († 14. Juni 1101), ⚭ I. Graf Engelbert V. im Chiemgau (Sieghardinger), ⚭ II. Graf Gebhard II. von Sulzbach († 1085), ⚭ III. Graf Kuno von Horburg-Lechsgemünd

## Verschiedenes
Kuno ist Namensgeber der Marktgemeinde Kumberg in der Steiermark.